# Ira Spieker
Ira Spieker (* 12. Dezember 1961 in Einbeck) ist eine deutsche Kulturanthropologin und Ethnologin. Spieker ist seit 2014 Leiterin des Bereichs Volkskunde am Institut für Sächsische Geschichte und Volkskunde in Dresden und seit 2021 Professorin für Volkskunde an der Friedrich-Schiller-Universität in Jena.

## Leben
Spieker begann 1982 ein Studium der Volkskunde, der Mittleren und Neuere Geschichte sowie der Publizistikwissenschaft und Kommunikationswissenschaften an der Georg-August-Universität Göttingen, das sie 1988 beenden konnte. Das Thema ihrer Magisterarbeit war die Erziehung und Bildung von Mädchen in Göttingen während des 19. Jahrhunderts. Ihre Arbeit wurde 1990 mit dem Titel Bürgerliche Mädchen im 19. Jahrhundert. Erziehung und Bildung in Göttingen 1806–1866 im Schmerse Verlag als 5. Band der Monografischen Schriftenreihe der Volkskundlichen Kommission für Niedersachsen veröffentlicht. 1989 übernahm sie ein Volontariat am Westfälischen Freilichtmuseum in Detmold. Ab 1992 war sie als Wissenschaftliche Mitarbeiterin am Seminar für Volkskunde, dem heutigen Institut für Kulturanthropologie und Europäische Ethnologie, der Universität Göttingen tätig. 1998 wurde sie im Fach Volkskunde an der Göttinger Universität promoviert. Ihre Dissertationsschrift Ein Dorf und sein Laden. Warenangebot, Konsumgewohnheiten und soziale Beziehungen im ländlichen Westfalen um die Jahrhundertwende erschien 2001 als 356. Band der Internationalen Hochschulschriften im Waxmann Verlag.
Von 2002 bis 2004 war Spieker Wissenschaftliche Mitarbeiterin am Institut für Rurale Entwicklung der Universität Göttingen, ab 2005 als solche am Institut für Volkskunde und Kulturgeschichte der Universität Jena und seit 2006 am Institut für Sächsische Geschichte und Volkskunde, wo ihr 2014 die Leitung des Bereichs Volkskunde übertragen wurde. Im Jahre 2015 habilitierte sie sich an der Jenaer Universität mit der Habilitationsschrift Transformationsprozesse ländlicher Gesellschaften in volkskundlich-kulturwissenschaftlicher Perspektive und war zunächst als Privatdozentin tätig. Im Juni 2021 erhielt sie eine außerplanmäßige Professur für Volkskunde an der Universität Jena.
Ira Spieker ist Autorin und Herausgeberin zahlreicher Fachveröffentlichungen. Das vielbeachtete Werk Bei Hempels auf dem Sofa. Auf der Suche nach dem deutschen Alltag veröffentlichte sie 2005 zusammen mit der Psychologin und Anthropologin Gudrun Schwibbe. Ihre Forschungsschwerpunkte sind unter anderem die Regional- und Gemeindeforschung, die Historische Alltagskultur, Gender sowie die Wissenschaftsgeschichte und Mentalitätsgeschichte. Sie war Mitglied im Arbeitskreis für Agrargeschichte und ist Mitglied im Expertenkomitee Immaterielles Kulturerbe der Deutschen UNESCO-Kommission und dem Wissenschaftlichen Beirat des Collegium Bohemicum. Seit 2021 ist sie Mitglied in der Fachkommission des Johann Gottfried Herder-Forschungsrates und seit 2024 dessen Präsidentin.

## Veröffentlichungen (Auswahl)

### Autorin
- Bürgerliche Mädchen im 19. Jahrhundert. Erziehung und Bildung in Göttingen 1806–1866. (Magisterarbeit), Schmerse, Göttingen 1990, ISBN 978-3-926920-05-8.
- Das Handwerkerhaus aus Blomberg. Als Mitautorin, Westfälisches Freilichtmuseum, Detmold 1991, ISBN 978-3-926160-10-2.
- Ein Dorf und sein Laden. Warenangebot, Kosumgewohnheiten und soziale Beziehungen um die Jahrhundertwende. (Dissertationsschrift), Waxmann, Münster / New York / München / Berlin 2001, ISBN 978-3-8309-1005-3.
- 25 Jahre Deutsches Primatenzentrum DPZ (1977–2002). Als Mitautorin, DPZ, Göttingen 2006.
- Bei Hempels auf dem Sofa. Auf der Suche nach dem deutschen Alltag. Mit Gudrun Schwibbe, Primus, Dortmund 2005, ISBN 978-3-89678-546-6.
- Passion und Profession. Pionierinnen des ökologischen Landbaus. Als Mitautorin, oekom, München 2021, ISBN 978-3-96238-293-3.

### Herausgeberin
- Der Hahn im Korb. Allerneueste Geschichten um Rolf Wilhelm Brednich. Festschrift zum 60. Geburtstag von Rolf Wilhelm Brednich mit Gudrun Schwibbe, Schmerse, Göttingen 1995, ISBN 978-3-926920-15-7.
- Reinliche Leiber – schmutzige Geschäfte. Körperhygiene und Reinlichkeitsvorstellungen in zwei Jahrhunderten. Als Mitherausgeberin, Wallstein-Verlag, Göttingen 1996, ISBN 978-3-89244-206-6.
- Lebenserinnerungen einer Landfrau aus dem Solling. Engelchristine. Als Mitherausgeberin, Mitzkat, Holzminden 2004, ISBN 978-3-931656-74-4.
- Fremde – Heimat – Sachsen. Neubauernfamilien in der Nachkriegszeit. Als Mitherausgeberin, Sax-Verlag, Beucha 2014, ISBN 978-3-86729-127-9.
- Hort der Freiheit. Ethnografische Annäherungen an das Grenzdurchgangslager Friedland, zusammen mit Dr. Regina Löneke (Hg.), Göttingen 2014., ISBN 978-3-00-047513-9
- Umbrüche – Erfahrungen gesellschaftlichen Wandels nach 1989. Sandstein Verlag, Dresden 2019, ISBN 978-3-95498-500-5.
- Kontaktzonen und Grenzregionen. Kulturwissenschaftliche Perspektiven. Als Mitherausgeberin, Universitätsverlag, Leipzig 2019, ISBN 978-3-96023-262-9.
- BodenKulturen. Interdisziplinäre Perspektiven. Als Mitherausgeberin, Universitätsverlag, Leipzig 2020, ISBN 978-3-96023-385-5.